# Iyumbu (Singida)
Iyumbu è una circoscrizione rurale (rural ward) della Tanzania situata nel distretto di Ikungi, regione di Singida. Conta una popolazione di 9 377 abitanti (censimento 2012).